# 基多地铁
基多地铁（西班牙語：Metro de Quito），简称MDQ，是位于厄瓜多尔首都基多的地铁系统。

## 历史
主要的南站和北站的建设于2012年12月开始，马德里地铁提供了设计咨询。地铁线路的建设于2016年1月开始。地铁原定于2020年8月投入运营，但被多次推迟。
系统于2022年12月21日正式启用 ，商业服务于2023年5月2日开始。由于运营过程中出现了技术问题，服务于5月11日停止。2023年12月1日恢复。